# Itapecerica (ort)
Itapecerica är en ort i Brasilien.   Den ligger i kommunen Itapecerica och delstaten Minas Gerais, i den sydöstra delen av landet, 600 km sydost om huvudstaden Brasília. Itapecerica ligger 833 meter över havet och antalet invånare är 16 684.
Terrängen runt Itapecerica är varierad. Det finns inga andra samhällen i närheten.
Omgivningarna runt Itapecerica är huvudsakligen savann. Runt Itapecerica är det glesbefolkat, med 14 invånare per kvadratkilometer.